# Proterogynotaenia dougi
Proterogynotaenia dougi is een lintworm (Platyhelminthes; Cestoda). De worm is tweeslachtig. De soort leeft als parasiet in andere dieren.
Het geslacht Proterogynotaenia, waarin de lintworm wordt geplaatst, wordt tot de familie Progynotaeniidae gerekend. De wetenschappelijke naam van de soort werd voor het eerst geldig gepubliceerd in 1959 door Sandeman.